# Call of Duty: Black Ops II
Call of Duty: Black Ops II is een first-person shooter ontwikkeld door Treyarch en uitgegeven door Activision. Het spel is uitgekomen op 13 november 2012 voor Microsoft Windows, PlayStation 3 en Xbox 360. Het spel is op 30 november 2012 uitgekomen voor de Wii U.
Het spel is het vervolg op Call of Duty: Black Ops, dat zich vooral in de Koude Oorlog afspeelt. Black Ops II speelt zich af in de jaren 80, maar ook in 2025. In deze futuristische setting woedt een oorlog tussen de Verenigde Staten en China over het bezit van zeldzame grondstoffen. In de missies die tijdens de Koude Oorlog afspelen wordt de oorzaak en de opbouw naar de oorlog uitgelegd.
Er werden tussen de 6,5 en 7,2 miljoen exemplaren van de game verkocht op de openingsdag.

## Zombie-modus
Net zoals in de vorige twee Call of Duty-spellen ontwikkeld door Treyarch, bevat Black Ops II ook een zombie-modus. Origineel bevat het spel één map, die is opgesplitst in vijf gebieden. Vier van deze delen zijn ook apart speelbaar. Alle andere maps moeten via aparte DLC's gekocht worden of via de Season Pass als men alle DLC's in één keer wil kopen.

### Maps
Hieronder staan alle maps die beschikbaar zijn voor het spel.

#### Tranzit (Green Run)
Deze map zit standaard in het spel. Het speelt zicht af in een dorp in de staat Washington en introduceert vier nieuwe speelbare personages: Samuel Stuhlinger, Marlton Johnson, Abigail "Misty" Briarton en Russman. Dr. Edward Richtofen is ook aanwezig maar enkel als aankondiger en niet als speelbaar personage. Deze map bestaat uit verschillende gebieden, vier van deze gebieden (Bus Stop, Town, Farm en Diner) kunnen ook apart gespeeld worden. Er wordt ook een nieuwe perk geïntroduceerd genaamd Tombstone Soda en de Thrustodyne Aeronautics Model 23 (Jet Gun), een nieuw wonder wapen.

#### Nuketown Zombies
Deze map was een pre-orderbonus maar is ook te verkrijgen voor season-pashouders of voor mensen die hem los kopen. Het is de zombie variant op de Nuketown multiplayer map en speelt zich gelijktijdig af met Moon uit Call of Duty: Black Ops. Hierdoor is de originele aankondiger enkel te horen tot ronde 24 en vanaf ronde 25 neemt Richtofen over.

#### Die Rise
Deze map is verkrijgbaar met de Revolution DLC. Het speelt zich af op drie verwoeste wolkenkrabbers in Shanghai, China en de personages uit tranzit keren terug. De map introduceert een speciale ronde die van tijd tot tijd plaatsvindt waarbij de spelers worden aangevallen door Jumping Jack (gelijkaardig aan de nova zombie). Deze ronde is het equivalent van de Hellhound ronde. Ook wordt er een nieuwe perk geïntroduceerd genaamd Who's Who en de Sliquifier, een wonderwapen.

#### Mob of the dead
Deze map is verkrijgbaar met de Uprising DLC. Het speelt zich af in Alcatraz, Californië en een stukje van de Golden Gate Bridge in 1933. De map introduceert vier nieuwe personages die tot nu toe enkel hier voorkomen, een nieuwe perk genaamd Electric Cherry en de Blundergat, een wonderwapen. Er is ook een nieuwe opperzombie genaamd Brutus. Richtofen is hier niet de aankondiger.

#### Buried
Deze map is verkrijgbaar met de Vengeance DLC. Het speelt zicht af in een ondergronds dorp in Afrika en de personages van Tranzit keren voor de laatste keer terug. Als men deze map koopt krijgt men een nieuw wonderwapen, de Ray Gun Mark II, voor alle maps.
Er is ook een tweede wonderwapen, genaamd de Paralyzer, een nieuwe perk, genaamd Vulture Aid en een NPC die de spelers kan helpen.

#### Origins
Deze map is verkrijgbaar met de Apocalypse DLC. Het speelt zich af in Frankrijk, in 1918 tijdens de Eerste Wereldoorlog en is gemaakt in een Dieselpunkstijl. De originele personages ("Tank"Dempsey,Edward Richtofen , Takeo Masaki en Nikolai Belinski) uit World at War en Black Ops keren terug. Er is een nieuw baas zombie die een dieselpunkpantser draagt en is uitgerust met een vlammenwerper, een tank waarop de spelers kunnen rijden, drie enorme robots die af en toe door de map passeren en vier nieuwe wonderwapens. Samantha is hier de aankondiger maar haar stem is anders.
Als de speler de Easter egg op Origins kan voltooien, eindigt het level zonder dat hij doodgaat en speelt er een cutscene. Daarvoor moeten alle zes generatoren in werking worden gezet, de staven worden gemaakt en een upgrade krijgen, en daarna moet er nog een Maxis Drone gemaakt worden. Daarna moet de speler naar de crazy-place gaan om de staven in de houders te doen en de Maxis Drone in het midden los te laten. Dit traject kan 2 tot 3 uur duren. In de scene zijn Samantha en een jongen genaamd Freddy met poppen aan het spelen die de zombies en hoofdpersonages uit het spel voorstellen (Dempsey, Nikolai, enz). Vervolgens gaat er een luchtalarm af en kan Dr. Maxis gehoord worden die de kinderen vraagt om naar de schuilkelder te gaan. Als laatste zegt Samantha tegen Freddy dat haar vader (Maxis) een plan heeft om hun spelletjes echt te maken. Het is onzeker of de zombie modus nu "echt" gebeurd is of dat het allemaal gewoon fantasie van Samantha en Freddy was.
| Naam van de DLC                               | Op de disk             | Op de disk             | Op de disk             | Op de disk             | Season Pass Bonus                       | DLC 1 "Revolution"                                      | DLC 1 "Revolution"     | DLC 2 "Uprising"                             | DLC 2 "Uprising"                             | DLC 3 "Vengeance"                     | DLC 3 "Vengeance"                     | DLC 4 "Apocalypse"         |
| --------------------------------------------- | ---------------------- | ---------------------- | ---------------------- | ---------------------- | --------------------------------------- | ------------------------------------------------------- | ---------------------- | -------------------------------------------- | -------------------------------------------- | ------------------------------------- | ------------------------------------- | -------------------------- |
| Naam van de map                               | Green Run              | Green Run              | Green Run              | Green Run              | Nuketown Zombies                        | Die Rise                                                | Green Run              | Mob of the Dead                              | Mob of the Dead                              | Buried                                | Buried                                | Origins                    |
| Kleiner speelbaar gedeelte van een andere map | TranZit                | Farm                   | Bus Depot              | Town                   | Nuketown Zombies                        | Die Rise                                                | Diner                  | Mob of the Dead                              | Cell Block                                   | Buried                                | Borough                               | Origins                    |
| Locatie                                       | Hanford Site, Richland | Hanford Site, Richland | Hanford Site, Richland | Hanford Site, Richland | Nevada National Security Site, Nuketown | Shanghai & Jilin (door aardbeving tegen elkaar gebotst) | Hanford Site, Richland | Alcatraz & Golden Gate Bridge, San Francisco | Alcatraz & Golden Gate Bridge, San Francisco | Livingstone Mijn en Calico, Moçâmedes | Livingstone Mijn en Calico, Moçâmedes | Excavation site 64, Verdun |
| Releasedatum                                  | 12 november 2012       | 12 november 2012       | 12 november 2012       | 12 november 2012       | 12 november 2012                        | 28 februari 2013                                        | 28 februari 2013       | 16 mei 2013                                  | 16 mei 2013                                  | 1 augustus 2013                       | 1 augustus 2013                       | 26 september 2013          |

### Wonder wapens
Dit zijn krachtige wapens speciaal ontworpen voor de zombiemodus, ze zijn enkel te verkrijgen door middel van de mysterybox of door ze zelf te bouwen. Hier staan alle wonderwapens die in het spel zitten:
- Ray Gun
- Porter's X2 Ray Gun (geüpgrade versie van de Ray Gun)
- Monkey Bombs
- Thrustodyne Aeronautics Model 23 (Jet Gun)
- Sliquifier
- Blundergat
- Hell's Retriever
- Golden Spork
- Ray Gun Mark II
- Porter's Mark II Ray Gun (geüpgrade versie van de Ray gun Mark II)

- Paralyzer
- Time Bomb
- Staff of Ice
- Ull's Arrow (De geüpgrade versie van de Staff of Ice)
- Staff of Fire
- Kagutsuchi's Blood (De geüpgrade versie van de Staff of Fire)
- Staff of Wind
- Boreas' Fury (De geüpgrade versie van de Staff of Wind)
- Staff of Lightning
- Kimat's Bite (De geüpgrade versie van de Staff of Lightning)
- G-Strike
- One Inch Punch

## Locaties van de multiplayer maps

### Op de disk
- Aftermath -  Los Angeles
- Cargo -  Haven van Singapore
- Carrier - Grote Oceaan
- Drone -  Mohnyin
- Express -  Los Angeles
- Hijacked - Internationale wateren
- Meltdown -  Beloetsjistan
- Overflow -  Pesjawar
- Plaza - Indische Oceaan
- Raid -  Hollywood Hills
- Slums -  Panama-Stad
- Standoff - op de grens van  Kazachstan en  China
- Turbine -  Sarawat gebergte
- Yemen -  Socotra

### DLC 1
- Downhill -  Rhône-Alpes
- Grind -  Venice Beach
- Hydro -  Indus
- Mirage -  Gobiwoestijn

### DLC 2
- Encore -  Southwark
- Magma -  Kitakyushu
- Studio -  Hollywood
- Vertigo -  Mumbai

### DLC 3
- Cove - Onbekend eiland in de Internationale wateren
- Detour -  New York
- Rush -  Georgia
- Uplink -  Arakangebergte

### DLC 4
- Dig -  Lowgar
- Frost -  Amsterdam
- Pod -  Nieuw Taipei
- Takeoff -  Territoriale wateren

## Stemacteurs
| Acteur/actrice     | Rol                      | Opmerkingen         |
| ------------------ | ------------------------ | ------------------- |
| Sam Worthington    | Alex Mason               |                     |
| Michael Keaton     | Jason Hudson             |                     |
| James C. Burns     | Frank Woods              |                     |
| Rich McDonald      | David Mason              |                     |
| Michael Rooker     | Mike Harper              |                     |
| Erin Cahill        | Chloe "Karma" Lynch      |                     |
| Gary Oldman        | Viktor Reznov            | Audio uit Black Ops |
| Kamar de los Reyes | Raul Menendez            |                     |
| David Boat         | Samuel Stuhlinger        |                     |
| Scott Menville     | Marlton Johnson          |                     |
| Stephanie Lemelin  | Abigail "Misty" Briarton |                     |
| Keith Szarabajka   | Russman                  |                     |
| Nolan North        | Dr. Edward Richtofen     |                     |
| Steven Blum        | Tank Dempsey             |                     |
| Fred Tatasciore    | Nikolai Belinski         |                     |
| Tom Kane           | Takeo Masaki             |                     |